# Радиче, Луиджи
Луи́джи Ради́че (итал. Luigi Radice; 15 января 1935, Чезано-Мадерно, Италия — 7 декабря 2018, Турин, Италия) — итальянский футболист и футбольный тренер. Выступал на позиции защитника. Всю свою футбольную и тренерскую карьеру провёл в Италии.

## Карьера

### Игрока

#### В клубах
Большую часть карьеры провёл в «Милане», дебютировав в серии A 25 марта 1956 года во встрече с клубом СПАЛ. После этого два сезона выступал в «Триестине» и «Падове». В первом клубе в серии B сыграл 31 матч, во втором в Серии A — 24 матча. В 1961 году вернулся в Милан, где и играл до завершения карьеры в 1965. Из-за серьёзной травмы Радиче пришлось завершить выступления в 30 лет.

#### В сборной
В национальной сборной Италии Луиджи дебютировал 5 мая 1962 года в товарищеском матче со сборной Франции. На чемпионате мира Радиче сыграл 2 матча.

##### Матчи за сборную Италии
| Матчи Радиче за сборную Италии | Матчи Радиче за сборную Италии | Матчи Радиче за сборную Италии         | Матчи Радиче за сборную Италии | Матчи Радиче за сборную Италии | Матчи Радиче за сборную Италии                                  |
| №                              | Дата                           | Место                                  | Оппонент                       | Счёт                           | Соревнование                                                    |
| ------------------------------ | ------------------------------ | -------------------------------------- | ------------------------------ | ------------------------------ | --------------------------------------------------------------- |
| 1                              | 5 мая 1962                     | «Комунале», Флоренция, Италия          | Франция                        | 2:1                            | Товарищеский матч                                               |
| 2                              | 13 мая 1962                    | «Эйзель», Брюссель, Бельгия            | Бельгия                        | 3:1                            | Товарищеский матч                                               |
| 3                              | 31 мая 1962                    | «Национальный стадион», Сантьяго, Чили | ФРГ                            | 0:0                            | Чемпионат мира по футболу 1962 (финальные игры, групповой этап) |
| 4                              | 7 июня 1962                    | «Национальный стадион», Сантьяго, Чили | Швейцария                      | 3:0                            | Чемпионат мира по футболу 1962 (финальные игры, групповой этап) |
| 5                              | 11 ноября 1962                 | «Пратерштадион», Вена, Австрия         | Австрия                        | 2:1                            | Товарищеский матч                                               |

Итого: 5 матчей / 0 голов; 4 победы, 1 ничья, 0 поражений.

### Тренера
За всю свою карьеру тренера Радиче возглавлял 17 итальянских клубов, в том числе клубы «Монца», «Тревизо», «Чезена», «Фиорентина», «Кальяри», «Болонья» и «Милан», который вывел в серию A. Затем работал в «Бари», «Интере» и «Роме». В 1975 году стал тренером «Торино», с которым выиграл чемпионат Италии в 1976.

## Достижения

### Игрока
«Милан»
- Чемпион Италии (3): 1956/57, 1958/59, 1961/62
- Обладатель Кубка чемпионов: 1962/63
- Обладатель Латинского кубка: 1956
- Бронзовый призёр Латинского кубка: 1957

### Тренера
«Торино»
- Чемпион Италии: 1975/76